# 普里哈布斯科耶湖
56°26′50″N 28°38′11″E / 56.44722°N 28.63639°E
普里哈布斯科耶湖（俄语：Прихабское），是俄羅斯的湖泊，位於該國西北部，由普斯科夫州負責管轄，處於謝別日區，面積1.2平方公里，集水區面積278平方公里，平均水深1.4米，最大水深3.8米。